# Otto Zieske
Otto Zieske (* 18. August 1902 in Regensburg; † 1. Oktober 1987 in Passau) war ein deutscher Maler.

## Leben und Wirken
Otto Zieske spezialisierte sich auf Landschaften; vor allem Donaulandschaftsbilder haben nach 1946 seinen regionalen Erfolg geprägt. Im Auftrag schuf er auch Porträts, u. a. Bildnisse der Oberbürgermeister von Passau.
Einige Jahre war Otto Zieske in der Nachfolge seines Vaters in Passau als Klavierhändler tätig. Von 1922 bis 1927 studierte Zieske an der Akademie der Bildenden Künste München. Er beruft sich auf Unterricht bei Martin von Feuerstein, Adolf Hengeler und Ludwig von Herterich. 1934 heiratete er Gertrud Lipprandt aus Erfurt.
1932 war Otto Zieske (mit u. a. Max Peinkofer) beteiligt an der Gründung der „Ostbairischen Kunst- und Kulturgemeinschaft Ostring“ und des „Bundes freischaffender Künstler Passau“. Beide Vereinigungen brachten in Ausstellungen nicht die erwünschten Verkaufserfolge. Von 1938 bis 1940 und 1942 hat Otto Zieske in die Große Deutsche Kunstausstellung in München Landschaftsgemälde eingereicht, wo er stets verkaufen konnte.
Von 1940 bis 1945 war er – zuletzt mit dem Dienstgrad Unteroffizier der Reserve – im Kriegsdienst. Mit 4. April 1945 ist die Amputation des rechten Beins nach Verletzung durch Bombensplitter belegt. Bis 1946 war er in englischer Kriegsgefangenschaft.
1949 gründete er mit anderen Künstlern und leitenden Stadtbediensteten den Kunstverein Passau, ab 1949 war er dessen Vizepräsident, von 1963 bis 1985 Präsident. 1970 erhielt er den „Kultureller Ehrenbrief der Stadt Passau“.

Fähre bei Wesenufer, Öl auf Leinwand, 1946

## Werke (Auswahl)
- Selbstbildnis, Tuschfeder koloriert auf Papier, 39 × 28,5 cm, 1930, Sammlung Museum Moderner Kunst (Passau)
- Im Donautal, Öl auf Leinwand, 100 × 120,5 cm, 1939, Sammlung Österreichische Galerie Belvedere, Wien
- Fähre (Überfuhr-Mutzen) bei Wesenufer, Öl auf Leinwand, 65 × 85 cm, 1946, Sammlung privat[6]
- Donaulandschaft, Öl auf Leinwand, 1957, Sammlung Spectrum Kirche, Passau[7]